# Lu Jingjing
Dit is een Chinese naam; de familienaam is Lu.
Lu Jingjing (Nei Monggo, 5 mei 1989) is een tennisspeelster uit China. Zij speelt rechtshandig en heeft een tweehandige backhand.

## Loopbaan

### Enkelspel
Lu debuteerde in 2005 op het ITF-toernooi van Shenzhen (China). Zij stond in 2006 voor het eerst in een finale, op het ITF-toernooi van Chengdu (China) – zij verloor van de Britse Melanie South. In 2008 veroverde Lu haar eerste titel, op het ITF-toernooi van Pune (India), door zich te revancheren op Melanie South. In totaal won zij vier ITF-titels, de laatste in 2017 in Naiman (China).
In 2008 speelde Lu voor het eerst op een WTA-hoofdtoernooi, op het toernooi van Guangzhou. Zij bereikte er de tweede ronde. Haar beste resultaat op de WTA-toernooien is het bereiken van de kwartfinale, op het toernooi van Nanchang 2017.

### Dubbelspel
Lu behaalde in het dubbelspel betere resultaten dan in het enkelspel. Zij debuteerde in 2005 op het ITF-toernooi van Shenzhen (China), samen met landgenote Liang Chen. Zij stond in 2006 voor het eerst in een finale, op het ITF-toernooi van New Delhi (India), samen met de Singaporese Lee Wei-ping – zij verloren van het Indiase duo Sanaa Bhambri en Archana Venkataraman. In 2007 veroverde Lu haar eerste titel, op het ITF-toernooi van Hamamatsu (Japen), samen met landgenote Liu Wanting, door het duo Chae Kyung-yee en Mitsuko Ise te verslaan. Tot op heden(december 2017) won zij dertien ITF-titels, de meest recente in 2017 in Nanning (China).
In 2007 speelde Lu voor het eerst op een WTA-hoofdtoernooi, op het toernooi van Stockholm, samen met landgenote Han Xinyun. Zij bereikten er de halve finale. Zij stond in 2016 voor het eerst in een WTA-finale, op het toernooi van Nanchang, samen met landgenote Liang Chen – hier veroverde zij haar eerste titel, door het Japanse koppel Shuko Aoyama en Makoto Ninomiya te verslaan. Tot op heden(december 2017) won zij twee WTA-titels, de andere in 2017 in Dalian, samen met landgenote You Xiaodi.
Haar hoogste notering op de WTA-ranglijst is de 105e plaats, die zij bereikte in september 2009.

### Tennis in teamverband
In 2010 en 2011 maakte Lu deel uit van het Chinese Fed Cup-team – zij behaalde daar een winst/verlies-balans van 3–4.

## Posities op deWTA-ranglijst
Positie per einde seizoen:
| jaar | rang enkelspel | rang dubbelspel |
| ---- | -------------- | --------------- |
| 2006 | 420            | 443             |
| 2007 | 335            | 206             |
| 2008 | 247            | 165             |
| 2009 | 201            | 145             |
| 2010 | 246            | 154             |
| 2011 | 214            | 194             |
| 2012 | 703            | 556             |
| 2013 | 816            | 922             |
|      |                |                 |
| 2015 | 262            | 379             |
| 2016 | 261            | 140             |
| 2017 | 169            | 120             |

## Palmares
| Legenda                 |
| ----------------------- |
| Grandslamtoernooi       |
| Olympische Spelen       |
| Year-End Championships  |
| Premier Mandatory       |
| Premier Five / WTA 1000 |
| Premier / WTA 500       |
| International / WTA 250 |
| Challenger / WTA 125    |

### WTA-finaleplaatsen enkelspel
geen

### WTA-finaleplaatsen vrouwendubbelspel
| nr.              | finaledatum | toernooi     | ondergrond    | partner     | tegenstandsters              | score             |         |
| ---------------- | ----------- | ------------ | ------------- | ----------- | ---------------------------- | ----------------- | ------- |
| gewonnen finales |             |              |               |             |                              |                   |         |
| 1.               | 2016-08-07  | WTA Nanchang | hardcourt     | Liang Chen  | Shuko Aoyama Makoto Ninomiya | 3-6, 7-6, [13-11] | details |
| 2.               | 2017-09-10  | WTA Dalian   | hardcourt     | You Xiaodi  | Guo Hanyu Ye Qiuyu           | 7-6, 4-6, [10-5]  | details |
| verloren finales |             |              |               |             |                              |                   |         |
| 1.               | 2017-11-05  | Elite Trophy | hardcourt (i) | Zhang Shuai | Duan Yingying Han Xinyun     | 2-6, 1-6          | details |